# NASCAR
National Association for Stock Car Auto Racing (NASCAR) er en amerikansk familie-ejet og drevet virksomhed, der ejer og opretholder reglerne for flere motorsportsserier og sportsbegivenheder. Bill France, Sr. grundlagde virksomheden i 1948, og hans barnebarn Brian France blev CEO i 2003.
De tre største løbsserier under NASCAR er Cup Series, Xfinity Series og Camping World Truck Series. Hvert år arrangerer NASCAR mere end 1.500 løb på over 100 baner, i 39 amerikanske delstater, samt i Canada.
NASCAR har hovedkvarter i Daytona Beach, Florida, og flere kontorer i Charlotte.
Næst efter NFL, er NASCAR-løbene det mest sete sports-franchise i USA. Flere baneanlæg i NASCAR har kapacitet på over 175.000 tilskuere.
I 2020 vandt Chase Elliot mesterskabet.

## Galleri
- Cup Series løb (Daytona 500 i 2015)
- Xfinity Series
- Camping World Truck Series